# Laguna de Guayatayoc

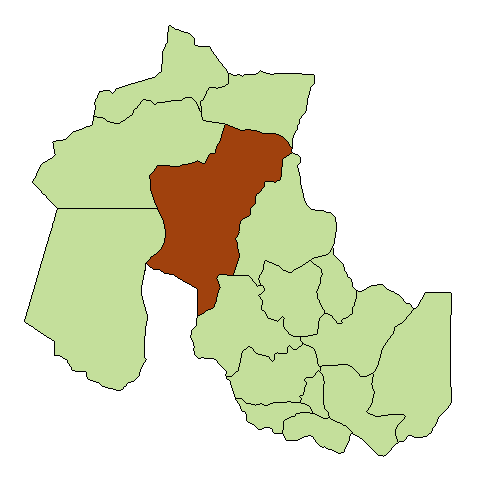
Situación del Departamento de Cochinoca de la provincia de Jujuy

La Laguna de Guayatayoc es un cuerpo de agua salada de Argentina, situada en el sur del Departamento de Cochinoca en la provincia de Jujuy, es decir, en el extremo noroeste.
La laguna está casi unida con las Salinas Grandes. Su superficie es muy variable según las estaciones o de ciclos largos de sequía y humedad. En la puna, la temporada de lluvias en verano (de diciembre-marzo). Así, durante los meses de marzo y abril, cuando finalizan las precipitaciones, la laguna alcanza su mayor tamaño, que cubre una superficie aproximada de 240 km² y unos 6 metros de profundidad.

## Fauna
Es un lugar donde se puede observar, entre otras, grandes poblaciones de diferentes variedades de flamencos: la parina chica, la parina grande y el flamenco austral.

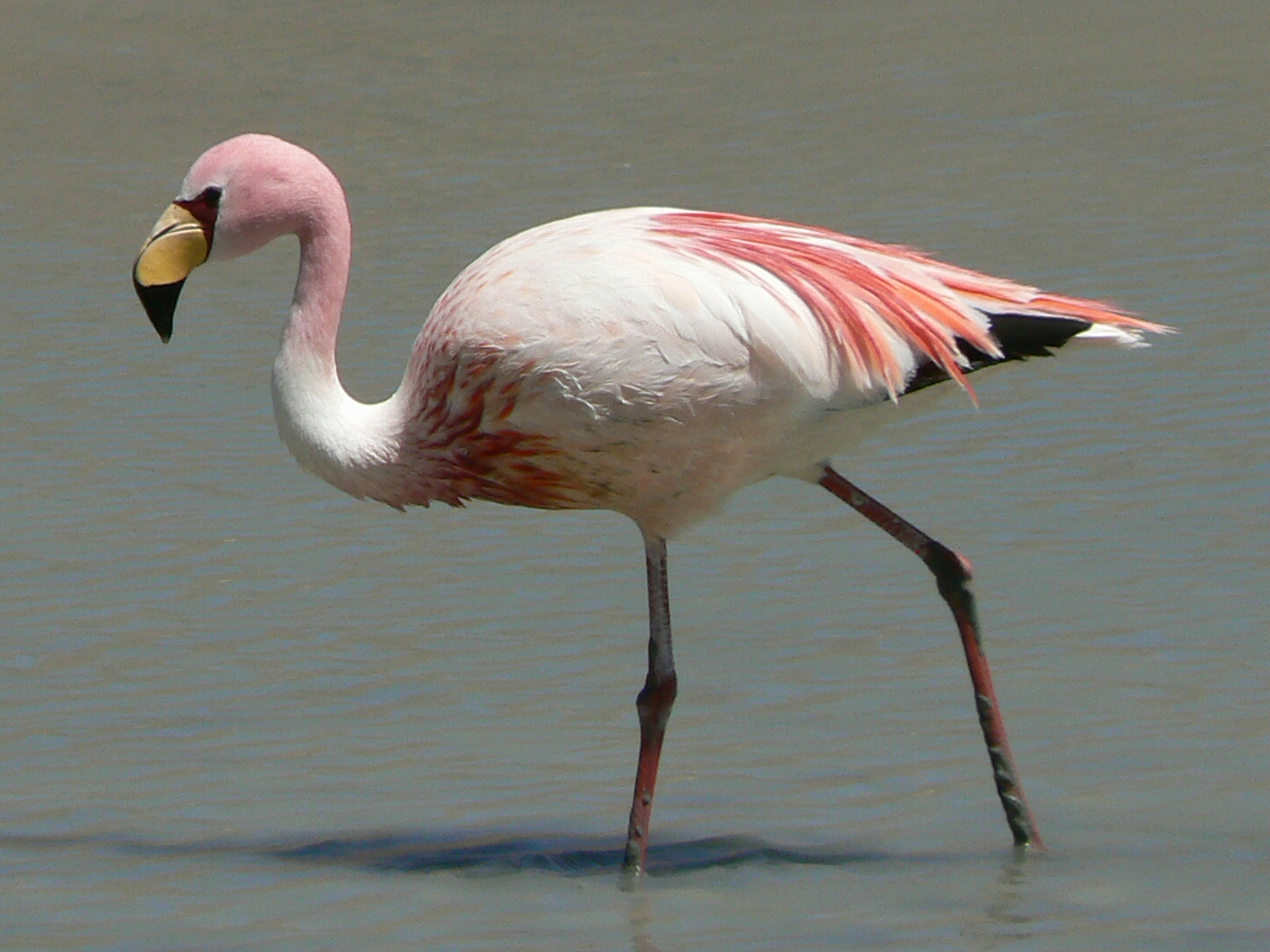
Parina chica.
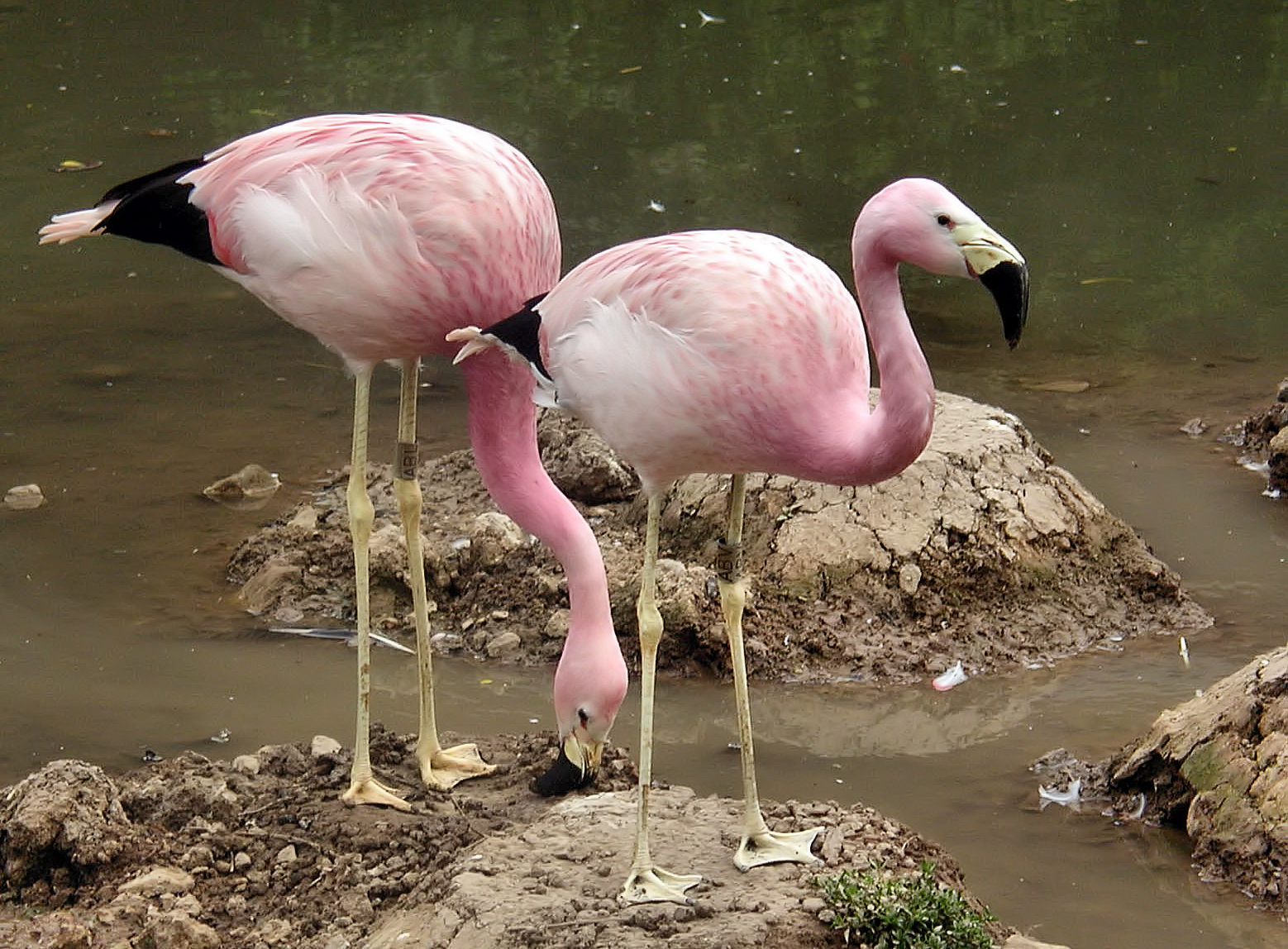
Parina grande.
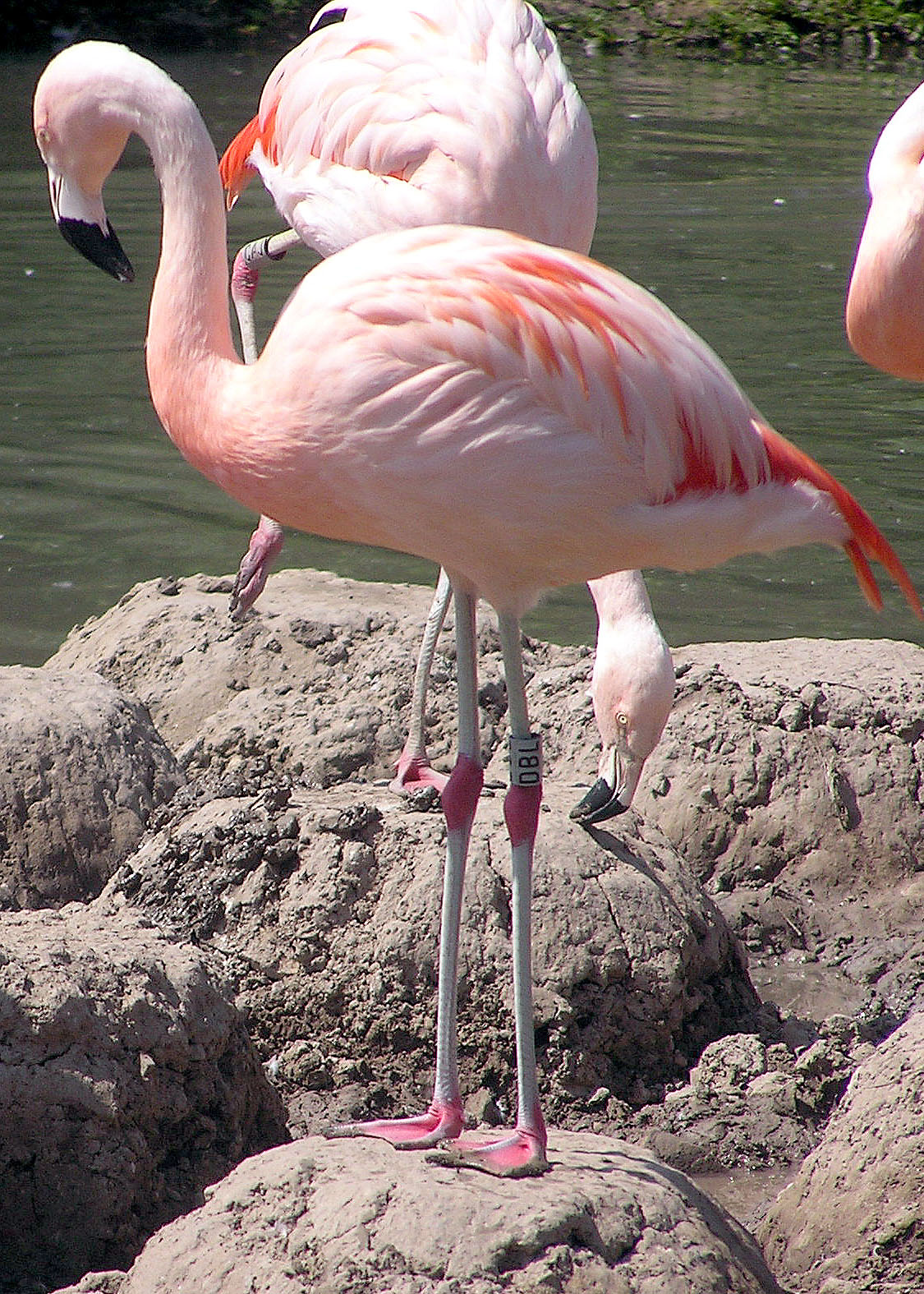
Flamenco austral.